# RegioStadtBahn Braunschweig

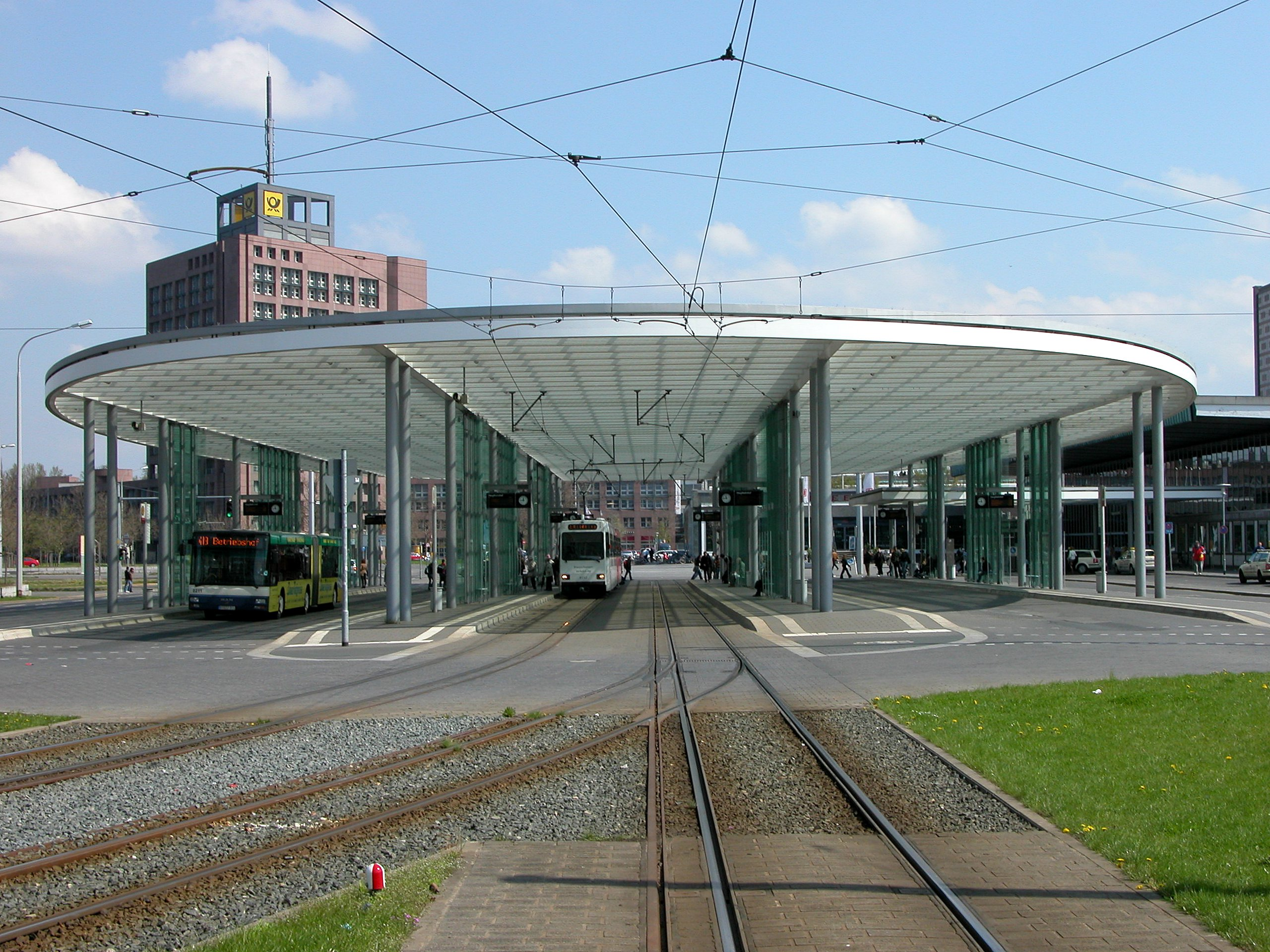
Kombinierter Bus- und Straßenbahn-Bahnhof vor dem Hauptbahnhof Braunschweig mit Dreischienengleisen, Mai 2006

Die RegioStadtBahn Braunschweig war ein geplantes Tram-Train-System für die Region Braunschweig. Das Projekt wurde seit 1998 vom Zweckverband Großraum Braunschweig geplant. Vorbilder waren unter anderem Systeme in Karlsruhe, Kassel, Chemnitz und Saarbrücken. Im Oktober 2010 wurde bekannt gegeben, dass nach einer neuen Wirtschaftlichkeitsberechnung das Projekt unrentabel sei und daher nicht mehr vom Bund gefördert werden könne.

## Planung, Planfeststellung, Kosten
Erste Vorschläge für dieses große regionale Verkehrsvorhaben gehen auf das Jahr 1996 zurück. Im Jahr 1998 beschloss die Verbandsversammlung des Zweckverbands Großraum Braunschweig den Start des Projekts. Darauf folgten Machbarkeitsstudien von 1998 bis 2000, die Vorplanung von 2001 bis 2005, die Entwurfsplanung von 2006 bis 2007 und zuletzt die Genehmigungsplanung. Im September 2008 wurde die Absichtserklärung zwischen der Deutschen Bahn, der Landesnahverkehrsgesellschaft Niedersachsen und dem Zweckverband Großraum Braunschweig unterzeichnet.
In einer ersten Ausbaustufe der RegioStadtBahn sollten die Städte Uelzen, Wittingen, Gifhorn, Braunschweig, Salzgitter, Schöppenstedt, Wolfenbüttel, Vienenburg, Goslar und Bad Harzburg sowie dazwischen liegende Orte durch eine Regionalstadtbahn verbunden werden. Das Planungsgebiet umfasste in der Nord-Süd-Achse die relativ lange Strecke von rund 125 Kilometern, in der Breite ist es wesentlich schmaler. Ein Dreischienengleis sollte im Stadtgebiet Braunschweig auf der etwa vier Kilometer langen Durchfahrtsstrecke eine gemeinsame Nutzung der Trasse durch die normalspurige RegioStadtBahn und die auf 1100 Millimetern Spurweite verkehrende Straßenbahn Braunschweig ermöglichen. Die vorgesehenen breiteren RegioStadtbahnzüge verlangten auch eine bauliche Anpassung der Braunschweiger Straßenbahnhaltestellen auf der Durchfahrtsstrecke. Zwischen 1999 und 2000 wurden bereits am Berliner Platz und an der Mühlenpfordtstraße Dreischienengleise verlegt, 2006 gefolgt von weiteren am Bohlweg. Die weiteren Abschnitte der in neun Lose unterteilten Durchfahrtsstrecke waren im Juli 2009 planungsrechtlich abgeschlossen bzw. befanden sich noch in der Planfeststellung.
Der Kostenrahmen für Planung und Bau der RegioStadtBahn wurde auf der Basis der Entwurfsplanung zunächst mit 164 Millionen Euro beziffert. 2007 lag er wegen der zunehmenden Genauigkeit der Planung und Berechnungen sowie verbindlichen Aussagen Dritter bei etwa 232 Millionen.

## Scheitern des Projektes
Die Umsetzung des Projekts wurde im Lauf der Zeit immer wieder verschoben. Die erfolgten Planungen und deren genehmigte Planfeststellungen sollten bis 2017 umgesetzt sein, damit die Zusagen und Verträge nicht verfielen.
Die 29 benötigten Duo-Fahrzeugeinheiten sollten nicht mehr 106 Millionen, sondern nach neuen Berechnungen und zusätzlichen Sicherheitsauflagen nunmehr 206 Millionen Euro kosten. Zum Vergleich: Die im Jahr 2004 beschafften 28 Triebwagen der RegioTram Kassel hatten zusammen 80 Millionen Euro gekostet.
Am 1. Oktober 2010 wurde das Ergebnis einer neuen Kosten-Nutzen-Analyse bekannt. Danach sei aufgrund der Fahrzeug-Kostensteigerung der Wert für die Profitabilität des Projekts von 1,4 auf 0,8 gefallen. Ein Wert unter 1,0 schließt eine Förderung durch den Bund aus. Da auch das Land Niedersachsen nicht für die fehlenden Millionen aufkommen wollte, war das ursprüngliche Projekt nicht mehr finanzierbar.
Nach dieser Entscheidung soll nun nach kostengünstigeren Alternativ-Modellen gesucht werden. Eine Führung der Trasse durch die Braunschweiger Innenstadt, wie ursprünglich geplant, wird dabei nicht mehr angestrebt.

## Geplantes Liniennetz

Netzplan

In der ersten Ausbaustufe sollten vorhandene Trassen der Deutschen Bahn zwischen Uelzen, Wittingen, Gifhorn, Braunschweig, Salzgitter, Schöppenstedt, Wolfenbüttel, Vienenburg, Goslar und Bad Harzburg sowie Straßenbahntrassen der Braunschweiger Verkehrs-GmbH miteinander verknüpft werden. Neue Gleise wären lediglich in der Innenstadt von Braunschweig und in Salzgitter-Lebenstedt erforderlich. Die vorhandenen Strecken der Deutschen Bahn wären modernisiert und durch zweigleisige Begegnungsabschnitte ergänzt worden. Auch Wolfsburg hatte Interesse an einem Anschluss an die RegioStadtBahn gezeigt.
Das geplante Liniennetz in der ersten Ausbaustufe:
| Linie | Linienverlauf |
| ----- | --- |
| S 1   | Uelzen – Wittingen – Wahrenholz – Sassenburg-Triangel – Gifhorn (Innenstadt) – Meine – Braunschweig Nordbahnhof – Braunschweig (Innenstadt) – Braunschweig Hbf – Braunschweig-Leiferde – Wolfenbüttel – Vienenburg – Bad Harzburg |
| S 2   | (Meine –) Braunschweig Nordbahnhof – Braunschweig (Innenstadt) – Braunschweig Hbf – Braunschweig-Leiferde – Wolfenbüttel – Schöppenstedt                                                                                          |
| S 3   | Braunschweig Nordbahnhof – Braunschweig (Innenstadt) – Braunschweig Hbf – Braunschweig-Leiferde – Salzgitter-Thiede – Salzgitter Citytor – Salzgitter-Fredenberg                                                                  |
| S 10  | Sassenburg-Triangel – Gifhorn (Innenstadt) – Meine – Braunschweig Nordbahnhof – Braunschweig (Innenstadt) – Braunschweig Hbf – Braunschweig-Leiferde – Wolfenbüttel – Vienenburg – Goslar                                         |

## Fahrzeuge
Damit die RegioStadtBahn auch auf den nicht elektrifizierten Strecken außerhalb von Braunschweig fahren konnte, sollten 29 Fahrzeuge angeschafft werden, die wahlweise aus der Oberleitung (nur in Braunschweig) oder auf den überwiegend oberleitungsfreien Strecken über den bordeigenen Dieselgenerator mit Fahrstrom versorgt werden. Bei der RegioTram Kassel wird für diesen Zweck der Alstom RegioCitadis des Herstellers Alstom eingesetzt. Die bei der RegioStadtBahn einzusetzenden Fahrzeuge hätten sowohl die Eisenbahnbetriebs-Zulassung (EBO) als auch die davon abweichende Straßenbahnbetriebs-Zulassung (BOStrab) mit ihren jeweils unterschiedlichen Anforderungen erfüllen müssen.